# Ora (Italia)
Ora (Auer in tedesco) è un comune italiano di 3 884 abitanti della provincia autonoma di Bolzano in Trentino-Alto Adige. È inoltre un comune mercato.

## Geografia fisica
Situata in fondovalle, sulla sinistra orografica dell'Adige, presso la confluenza del rio Nero, circa 20 km a sud di Bolzano.

## Origini del nome
Il toponimo è attestato come Aura nel 1190 e come Aewer nel 1288 e deriva probabilmente dal latino ora ("margine") o forse da un tema preromano aur- che ha una certa diffusione sull'arco alpino o anche da un alto tedesco medio ûr che significa "bue".

## Storia
L'antica chiesetta di San Pietro (St. Peter in Auer), incorporata assieme all'omonima parrocchia, almeno dal 1183 e fino nel primo Seicento, al convento di San Lorenzo in Trento, possiede un noto organo tardorinascimentale tuttora funzionante, di Hans Schwarzenbach, del 1599.
Di particolare pregio architettonico è il maniero cinquecentesco Happacherhof che ospita la Scuola professionale dell'agricoltura.
Negli ultimi anni il comune di Ora ha visto un forte incremento del numero di abitanti dovuto all'aumento delle industrie, il che ha comportato un notevole cambiamento nell'aspetto del comune stesso, che precedentemente basava il proprio sviluppo sulla frutticoltura.

### Simboli
È lo stemma della famiglia Khuen che prese possesso della località, dal 1397 fino al 1690, quando furono poi elevati a Conti Imperiali. A questo è stato aggiunto un capo con due chiavi decussate, insegne di san Pietro, a cui è dedicata la chiesa parrocchiale. Lo stemma è stato adottato nel 1969.

## Monumenti e luoghi d'interesse

### Architetture religiose
- Chiesa della Madonna del Rosario, chiesa parrocchiale.

## Società

### Ripartizione linguistica
| %      | Ripartizione linguistica (gruppi principali) |
| ------ | -------------------------------------------- |
| 68,45% | madrelingua tedesca                          |
| 31,28% | madrelingua italiana                         |
| 0,27%  | madrelingua ladina                           |

Secondo il censimento del 1971 le componenti tedesche e italiane costituivano rispettivamente il 59,84% e il 39,95% della popolazione. La consistenza del gruppo linguistico italiano è calata negli anni successivi, diminuendo fino al 29,59% nel 2011.

### Evoluzione demografica
Abitanti censiti

## Economia

### Artigianato
Per quanto riguarda l'artigianato, importante e rinomata è la produzione di mobili d'arte  e di arredamenti tipici campagnoli.

## Infrastrutture e trasporti
Dal 1917 al 1963 era in funzione la ferrovia della Val di Fiemme che collegava questa città con Predazzo passando appunto per la val di Fiemme e a Ora aveva una seconda stazione ferroviaria oggi in disuso e un'altra posta al centro della città.
È servita anche da una stazione ferroviaria (fuori paese) appartenente alla ferrovia del Brennero.
Per recarsi in val di Fassa o in val di Fiemme si passa solitamente da Ora (SS 48), anche venendo da Trento, in quanto le strade sono meglio percorribili che non quelle della val di Cembra.

## Amministrazione
| Periodo | Periodo | Primo cittadino | Partito                         | Carica  | Note |
| ------- | ------- | --------------- | ------------------------------- | ------- | ---- |
| 2005    | 2020    | Roland Pichler  | lista civica Gemeinsam für Auer | Sindaco |      |
| 2020    |         | Martin Feichter | lista civica Bürgerliste Auer   | Sindaco |      |

## Sport
A Ora ha sede una squadra di hockey su ghiaccio, il SC Auer-Ora, vincitrice di tre titoli di serie C.